# Mórilluhorn
Mórilluhorn är en bergstopp i republiken Island. Den ligger i regionen Västfjordarna, 250 km norr om huvudstaden Reykjavík. Toppen på Mórilluhorn är 293 meter över havet.
Trakten runt Mórilluhorn är nära nog obefolkad, med mindre än två invånare per kvadratkilometer. Det finns inga samhällen i närheten.